# Clitoria ternatea
La conchita azul, clitoria, o campanilla,  (Clitoria ternatea) es una planta de la familia de las fabáceas.

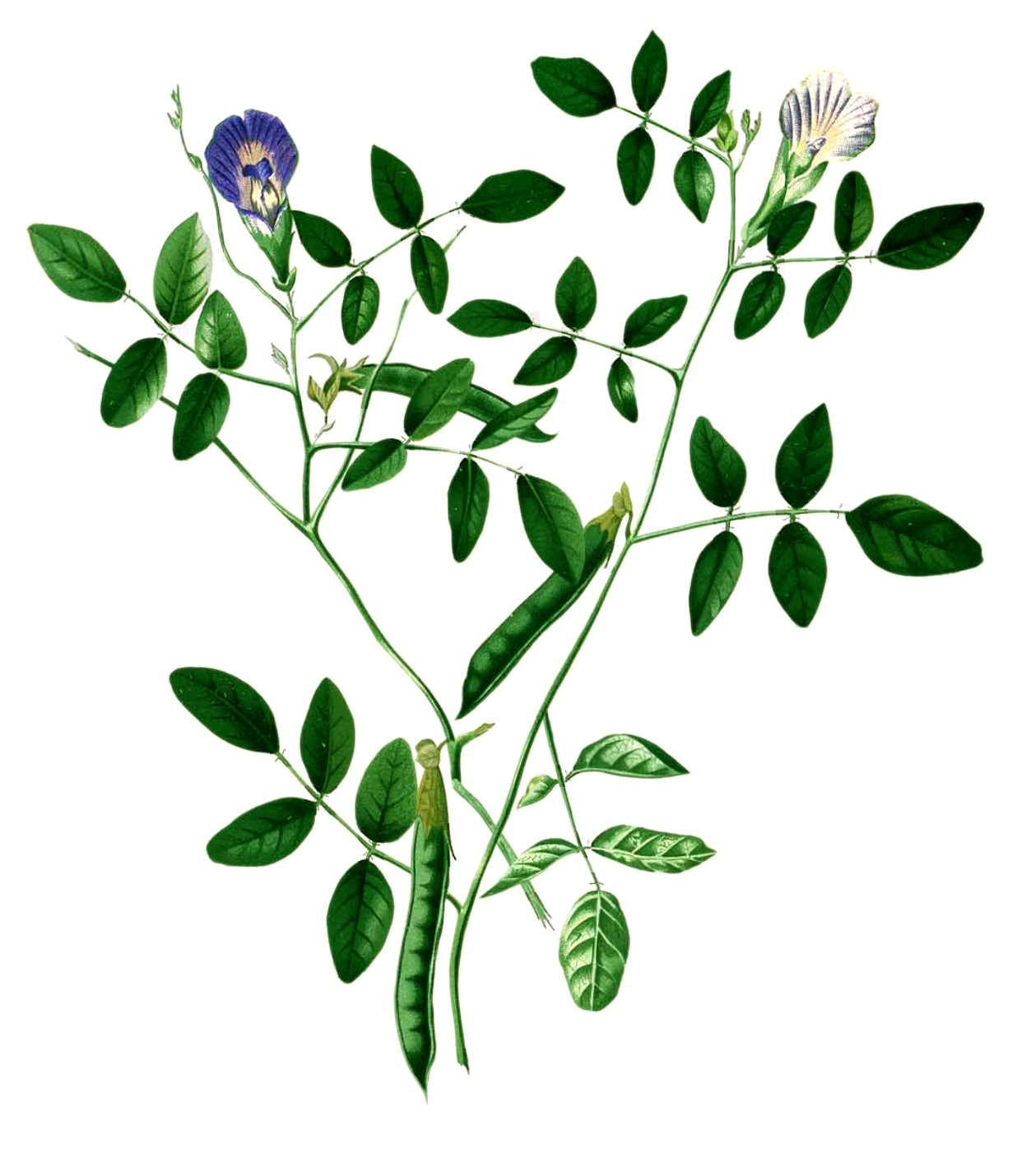
Ilustración

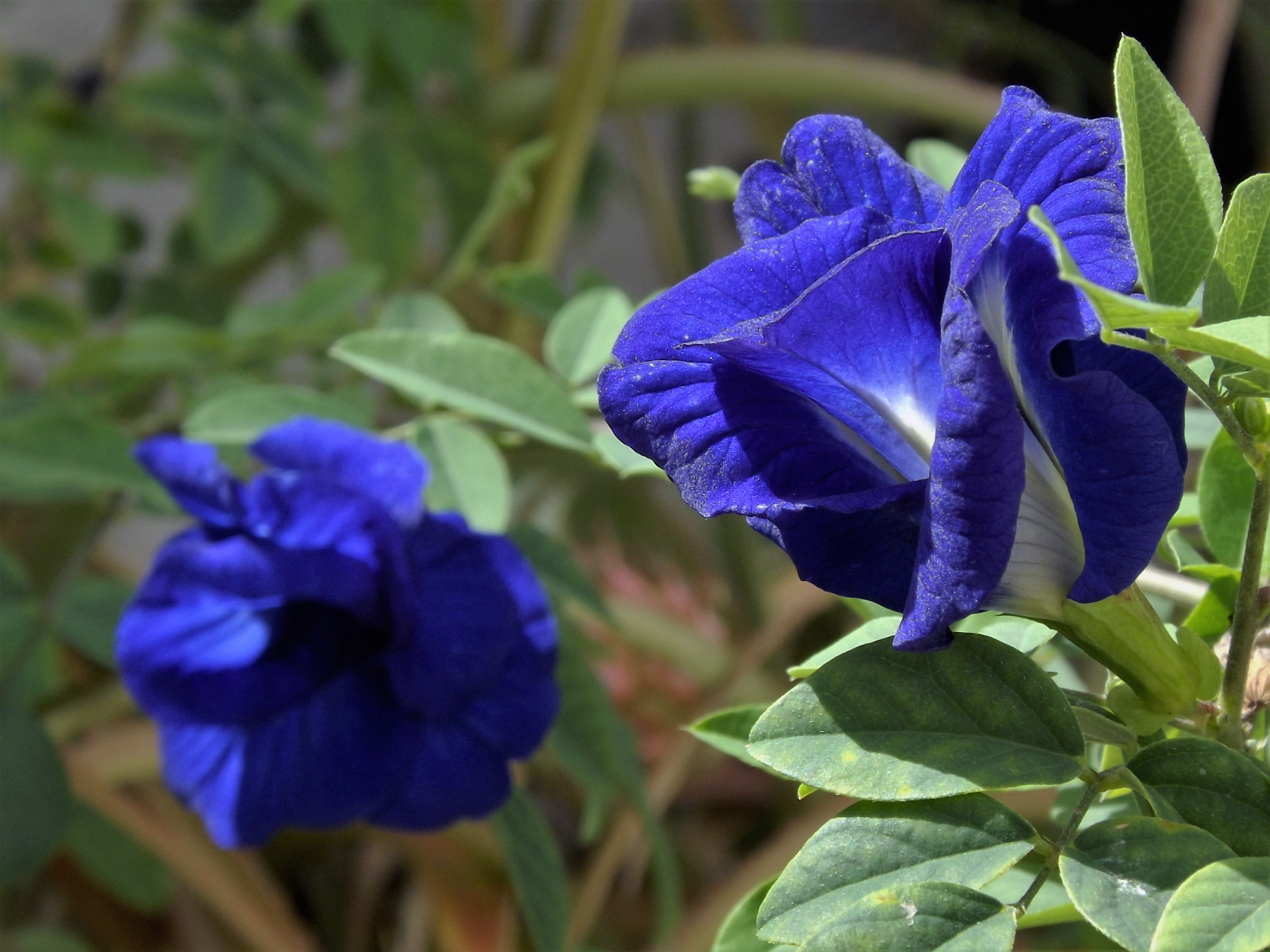
Ejemplar cultivado en un Jardín en Venezuela

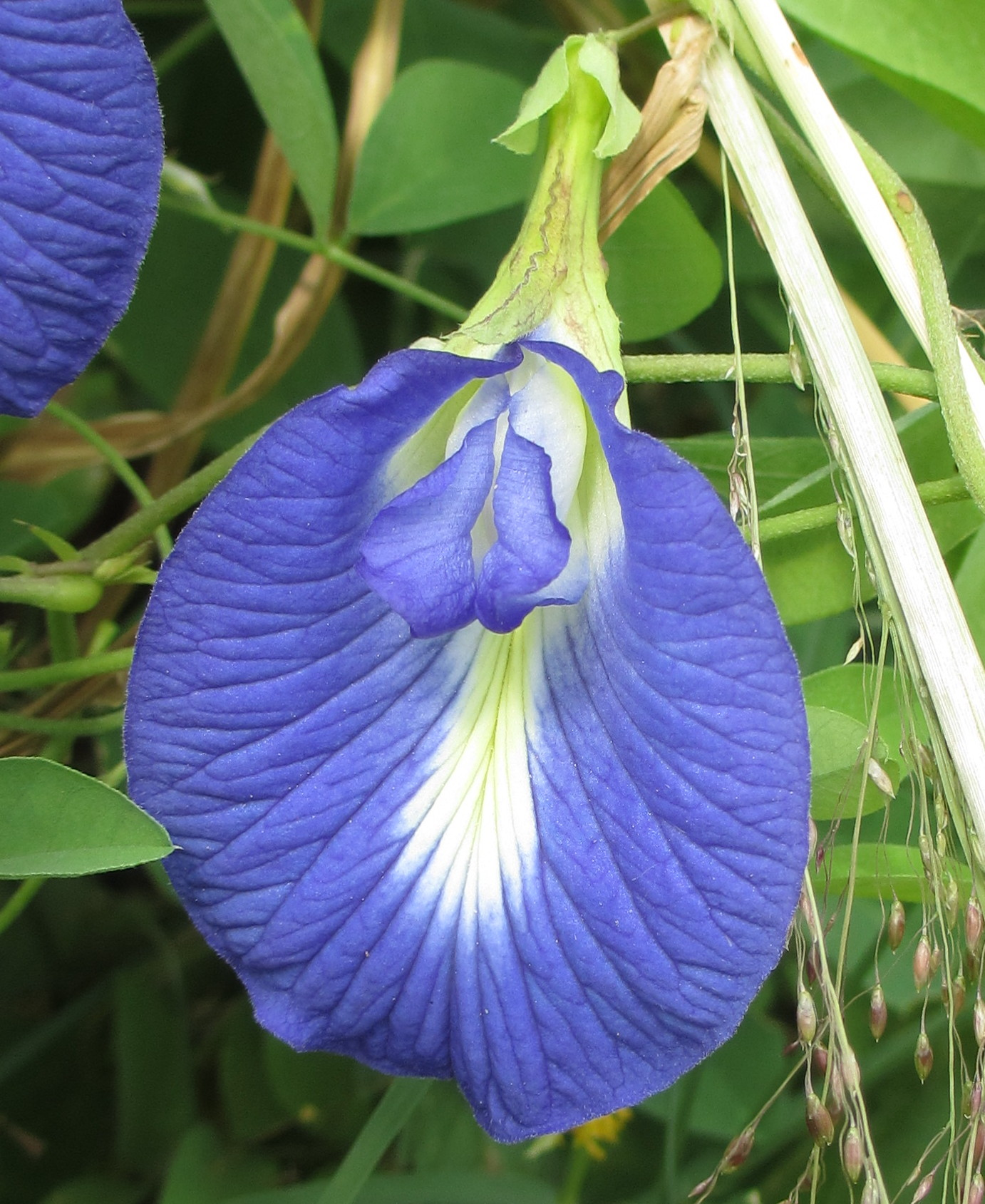
Detalle de la flor

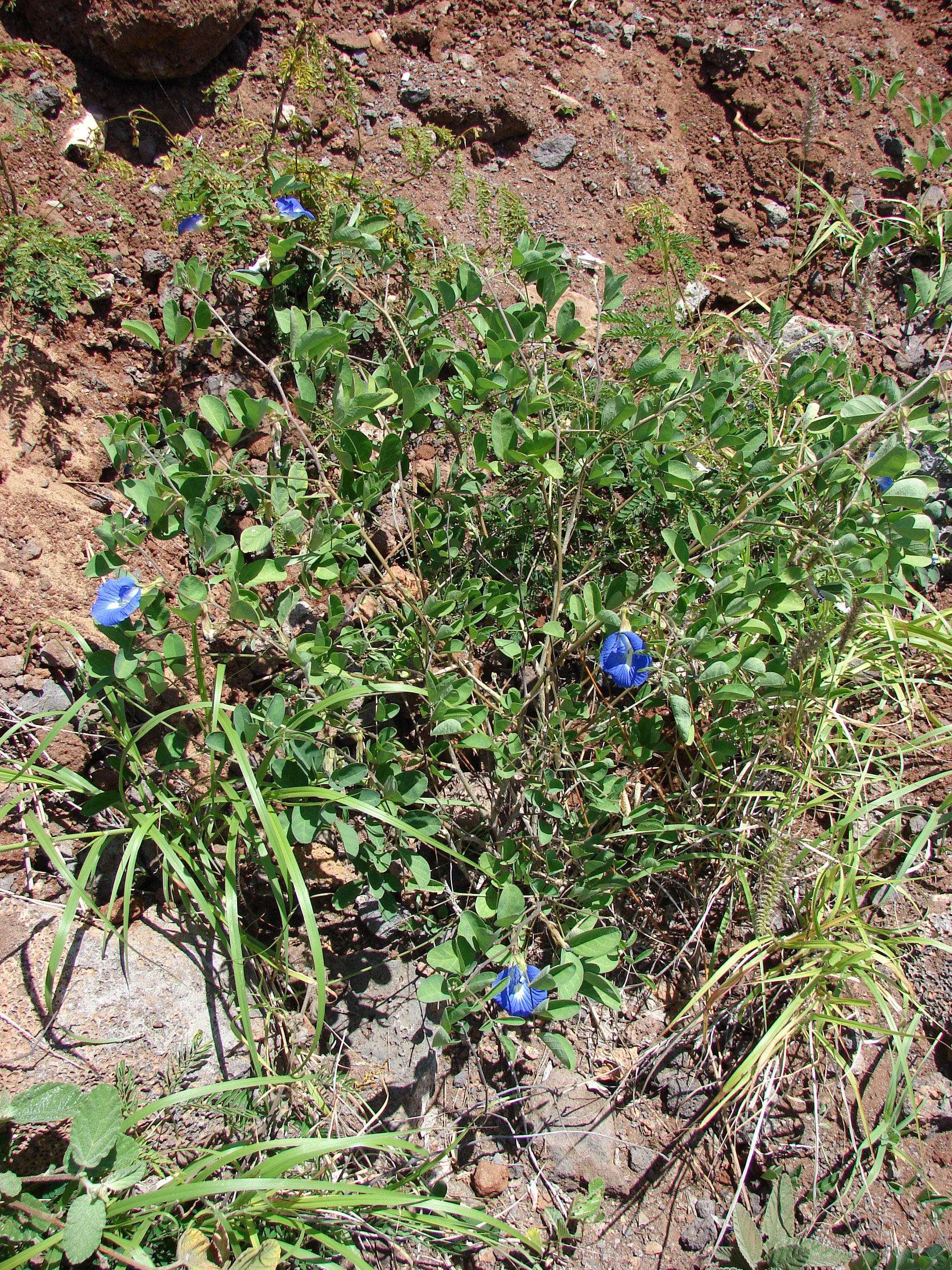
Vista de la planta

## Descripción
Enredadera de hojas imparipinnadas con los folíolos 2-3 yugados, ovales: pedúnculos unifloros; lóbulos del cáliz lanceolados, acuminados; en las axilas de las hojas, en donde crecen también unas pequeñas estípulas aparecen solitarias las flores de color azul intenso de hasta 3 cm de tamaño, con 10 estambres soldados en 2 cuerpos; hay también una forma con flores dobles; legumbre aplanada subsesil, valvas no acostilladas; semillas comprimidas.
Detalle característico de las papilionáceas es el estandarte grande y erguido, extendido en la parte superior y estrechado en la base. De esta planta trepadora extendida hoy en todos los trópicos se conoce también una variedad de cultivo de flores blancas.

## Distribución
Esta planta es nativa del Asia tropical y ecuatorial, pero ha sido introducida en África, Australia y América.

## Usos y aplicaciones
Clitoria ternatea es planta forrajera y medicinal. En Australia sirve como forrajera y recuperadora de suelos degradados por la agricultura intensiva,  en Tailandia se usa como cosmético; el extracto de sus flores es usado como champú para el cabello, la flor se usa también para hacer infusiones y bebidas frías. Es fuente de antioxidantes, las delfinidinas. Tiene actividad nootrópica y adaptogénica.
En la medicina tradicional Ayurveda, se ha utilizado durante siglos como un potenciador de la memoria, nootrópico, antiestrés, ansiolítico, antidepresivo, anticonvulsivo, tranquilizante y sedante.
En el sudeste asiático las flores se utilizan para los alimentos de color. En la cocina malaya, un extracto acuoso se utiliza para colorear el arroz glutinoso. En Kelantan se utiliza para dar color al arroz blanco para Nasi Kerabu. En Tailandia, una bebida azul almibarado se llama nam dok anchan (น้ำ ดอก อัญชัน), a veces se consume con una gota de jugo de lima dulce para aumentar la acidez y gire el jugo en color rosa-púrpura. En Birmania y en la cocina tailandesa también se sumergen las flores en la masa y se fríen.
En ensayos con animales el extracto metanólico de las raíces de Clitoria ternatea demostró efectos nootrópicos, ansiolíticos, antidepresivos, anticonvulsivos y la actividad antiestrés. Los principios activos incluyen taninos, resinas, almidón, taraxerol y taraxerona.

Gin azul que se vuelve morado con tónic.

También suelen mezclarse en unos gin azules para darles tono violeta con la quinina del agua tónica.
Las semillas pulverizadas son laxantes y purgativas. Contienen un aceite vehicular, una resina amarga y taninos.

Como fuente de alimentación ganadera
La clitoria se suele utilizar como planta forrajera por su alto contenido de proteína de fácil digestión. Los expertos recomiendan asociarla con gramíneas de porte alto para que trepe a lo largo de ellas, tales como el pasto guinea, king grass, tanzania, mombasa, etc. Pero también se puede emplear como banco de proteínas, para lo cual tendrían que realizarse cortes periódicos y suministrarse al animal en comederos.

## Taxonomía
Clitoria ternatea fue descrita por  Linneo y publicado en Systema Naturae, ed. 12 2: 124, en el año 1767.
Etimología
A los botánicos del siglo XVIII como Linneo (que bautizó este género), no les preocupaba tanto como a los actuales nombrar las plantas por su parecido a partes íntimas de la anatomía humana y Clitoria es uno de esos casos.
ternatea: epíteto latíno que significa "ternado", aunque el nombre específico no alude a la habitual disposición ternaria de los folíolos, sino a la isla indonesia de Ternate, donde se registró la especie por primera vez.
Sinonimia
- Clitoria ternatea L. var. ternatea
- Clitoria mearnsii De Wild.
- Clitoria zanzibarensis Vatke (1878)
- Clitoria ternatea var. angustifolia Hochst. ex Baker f.
- Clitoria tanganicensis Micheli
- Clitoria ternatea f. albiflora (Mattei) Chiov.
- Clitoria ternatea f. flaviflora Chiov.

## Nombres comunes
- bejuco de conchitas (Cuba), colocating (Filipinas), yuca de ratón (Perú) pepita negra(venezuela)totona(argentin).[6]